# Akademski zbor Bazilike Srca Isusova u Zagrebu „Palma“
Akademski zbor Bazilike Srca Isusova u Zagrebu „Palma“ („Palma” je odmilica od Palmotićeve ulice), hrvatski je pjevački i crkveni zbor Bazilike Srca Isusova u Zagrebu.
Trenutni zborovođa je Franjo Klinar, orguljaš Ante Knešaurek, a duhovnik Damir Kočiš.

## Nagrade
- Zlatna plaketa Natjecanja pjevačkih zborova u Zagrebu (1997., 1998., 2001., 2006., 2008., 2018.)
- Zlatno odličje Međunarodnoga natjecanja „G.P. da Palestrina“ u Rimu (1998.)
- Zlatni lav Međunarodne smotre u Lavovu (1998.)
- prvo mjesto na Međunarodnom festivalu pjevačkih zborova u Ohridu (2009.)
- Zlatno priznanje Natjecanja hrvatskih pjevačkih zborova u KD Vatroslav Lisinski (2022.[1])
- Srebrna katedrala X. Festivala duhovne glazbe „Cro patria“ u Splitu, za najbolju izvedbu nove duhovne skladbe (2005.)
- Srebrna diploma Natjecanja pjevačkih zborova u Zagrebu (2016.)
- Srebrna plaketa XIII. Međunarodnoga natjecanja pjevačkih zborova i vokalnih skupina „Zlatna lipa Tuhlja“ (2022.[2])
- Brončana plaketa XI. Međunarodnoga natjecanja pjevačkih zborova u Zadru (2018.)
- nastup u završnici Festivala katedrala u Saint Quentinu (2006.)

Izvor: Mrežne stranice Zbora

## Diskografija
- Hrvatska liturgijska glazba XX. st. (Kršćanska sadašnjost, 1995.)
- “JUDAS” a music opera by Antonio Vilard (1999.)
- U slavu Svetog Srca (Bazilika Srca Isusova u Zagrebu i Hrvatski katolički radio, 2002.)
- Koncert u prigodi 400. obljetnice dolaska isusovaca u grad Zagreb (1606. - 2006.) (Hrvatska pokrajina Družbe Isusove, 2006.)

Izvor: Mrežne stranice Zbora